# 维尔纳·冯·勃洛姆堡
维尔纳·爱德华·弗里茨·冯·勃洛姆堡（德語：Werner Eduard Fritz von Blomberg，1878年9月2日—1946年3月14日），又译白倫堡、布隆贝格、布隆伯格、柏龍白、布伦堡或白龙培，是纳粹德国陆军元帅，曾任纳粹德国国防部长、武装部队总司令。

## 生平

### 早年
他在1904年進入軍事學院，1907年畢業，1908年進入參謀本部。在第一次世界大戰時，他在西線有特出表現，因而獲頒藍馬克斯勳章。

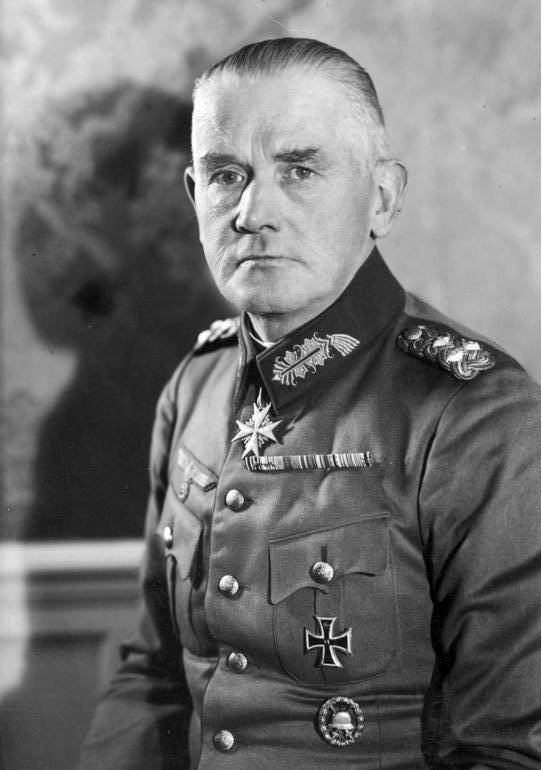
1934年

他在一戰結束後繼續在陸軍任職，1920年升為中校，1925年升為上校，1928年升為少將，1929年升為中將。1933年1月升為步兵上將，1933年8月升為一級上將。

### 纳粹时期
勃洛姆堡自1933年1月至1937年11月任希特勒的国防部长，任內協助元首希特勒擴軍。1934年，德国国防军陸軍與統領衝鋒隊的冲锋队参谋长羅姆之間的不和逐漸升溫，在勃洛姆堡的壓力下，希特勒不欲因得罪陸軍而被联邦大總統興登堡罷免，決定整肅衝鋒隊，羅姆與一些衝鋒隊高層成員在長刀之夜事件中被處決。勃洛姆堡在1935年兼任纳粹德国武装部队总司令职务，并于1936年被授予陆军元帅军衔。
在1937年11月的一次军事會議中，勃洛姆堡不同意希特勒的戰爭計劃。1938年1月，戈林和希姆莱找到了打击勃洛姆堡的机会，当时这位59岁的将军娶了他的第二任妻子厄娜·格鲁恩（Erna Gruhn，1913-1978，有时被称为“伊娃”或“玛格丽特”）。自从他的第一任妻子夏洛特于1932年去世以来，勃洛姆堡一直是个鳏夫。格鲁恩是一名25岁的打字员和秘书，但柏林警方有一份關於她和她母亲（妓女）的刑事档案。檔案包括厄娜·格鲁恩在1932年为色情照片摆姿势的信息。柏林警察局长沃尔夫-海因里希·冯·赫尔多夫将此事报告给了威廉·凯特尔，赫爾多夫带着新任勃洛姆堡夫人的档案前往威廉·凯特尔。赫尔多夫说他不确定该怎么做。凯特尔看到有机会摧毁勃洛姆堡的职业生涯，他告诉赫尔多夫把文件交给戈林，然後他就照做了。

### 失势
戈林曾在婚礼上担任勃洛姆堡的伴郎，他利用该文件辩称勃洛姆堡不适合担任战争部长。戈林随后通知了出席婚礼的希特勒。希特勒命令勃洛姆堡取消婚姻，以避免丑闻并维护军队的純潔性。勃洛姆堡的一个女儿多罗特娅（Dorothea）即将举行的婚礼将受到丑闻的威胁。她与威廉·凯特尔的长子卡尔-海因茨·凯特尔订婚。勃洛姆堡拒绝结束他的婚姻，但当戈林威胁要公开厄娜·格鲁恩和她母亲的过去时，勃洛姆堡于1938年1月27日被迫辭職，他的女儿于同年5月结婚。

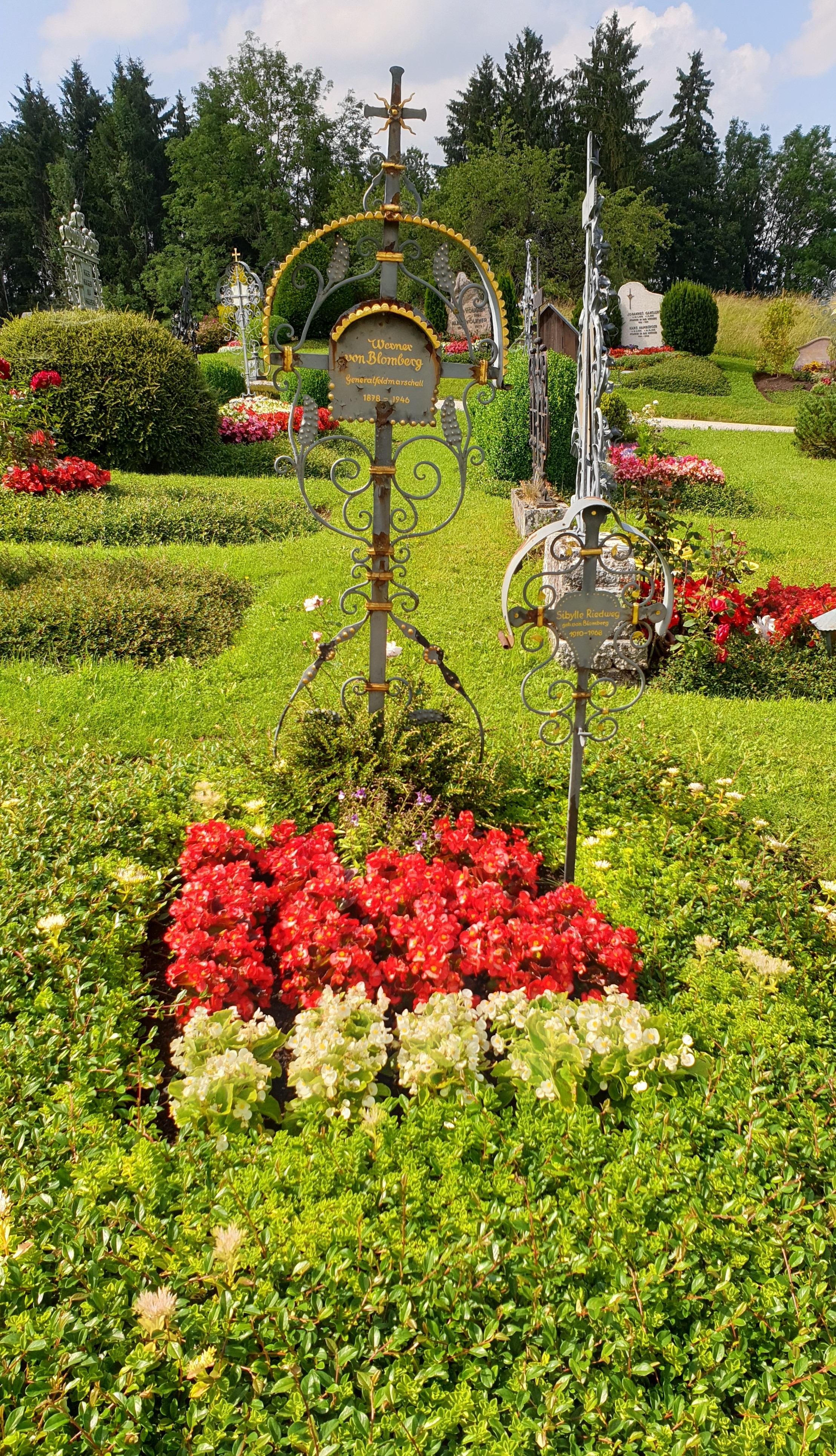
勃洛姆堡的墓地

结果是，希特勒亲自指挥了军队。他保留了最高指挥官的头衔，废除了战争部，取而代之的是在他的控制下创建了武装部队最高統帥部（OKW），作为国防军的指揮机构。凯特尔1940年晋升为陆军元帅，而勃洛姆堡的前得力助手将被希特勒任命为武装部队总司令。凯特尔因此成为事实上的战争部长。几天后，戈林和希姆莱指责陆军总司令威爾納·馮·弗里奇将军是同性恋。希特勒利用这些机会对国防军进行了重大重组。弗里奇后来被无罪释放。这些事件一起被称为勃洛姆堡-弗里奇事件。此後勃洛姆堡失去了權力，被迫到卡布里島生活，期間納粹高層多次命令他自殺，但被拒絕。他在1945年德国投降后被盟軍拘捕，被押送到紐倫堡法庭擔任證人。1946年初被確診大腸癌，3月於扣留期间在紐倫堡的監獄中病逝，被葬於無名墓地。後屍骨被移葬至巴伐利亞州巴特維塞。

## 军衔晋升
- 1920年被授予陆军中校军衔
- 1925年被授予陆军上校军衔
- 1928年被授予陆军少将军衔
- 1929年被授予陆军中将军衔
- 1933年被授予步兵上将军衔
- 1933年被授予陆军大将军衔
- 1933年担任纳粹德国国防部长1935年以国防部长兼任武装部队总司令
- 1936年被授予德国陆军元帅军衔